# Tour of Estonia 2016
Die 4. Tour of Estonia 2016 war ein estnisches Straßenradrennen. Das Etappenrennen fand am 28. und am 29. Mai 2016 statt. Es gehörte zur UCI Europe Tour 2016 in der Kategorie 2.1.

## Teilnehmende Mannschaften
| UCI Professional Continental Teams CCC Sprandi Polkowice Verva ActiveJet Pro Cycling Team | Gazprom-RusVelo                          | Team Novo Nordisk                 |
| UCI Continental Teams Alpha Baltic-Maratoni.lv Team Bliz-Merida Team Ringeriks-Kraft      | Cycling Academy Team Staki-Baltik Vairas | Minsk Cycling Club Rietumu-Delfin |
| Nationalmannschaften Estland Deutschland                                                  | Finnland                                 | Schweden                          |

## Wertungstrikots
| Etappe         | Etappensieger     | Gesamtwertung     | Punktewertung     | Bergwertung         | Nachwuchswertung | Teamwertung       |
| -------------- | ----------------- | ----------------- | ----------------- | ------------------- | ---------------- | ----------------- |
| 1              | Grzegorz Stępniak | Grzegorz Stępniak | Grzegorz Stępniak | Marius Andre Hafsas | Syver Wærsted    | Team Novo Nordisk |
| 2              | Roman Maikin      | Grzegorz Stępniak | Grzegorz Stępniak | Isac Lundgren       | Pascal Ackermann | Team Novo Nordisk |
| Wertungssieger | Wertungssieger    | Grzegorz Stępniak | Grzegorz Stępniak | Isac Lundgren       | Pascal Ackermann | Team Novo Nordisk |